# Revolta de pe Bounty (film din 1935)
Revolta de pe Bounty (Mutiny on the Bounty) este un film american din 1935 regizat de Frank Lloyd despre Revolta de pe Bounty. În rolurile principale joacă actorii Charles Laughton, Clark Gable și Franchot Tone. A câștigat Premiul Oscar pentru cel mai bun film. Se bazează pe romanul omonim din 1932 scris de Charles Nordhoff și James Norman Hall.

## Actori
- Charles Laughton ... Captain Bligh
- Clark Gable ... Fletcher Christian
- Franchot Tone ... Byam
- Herbert Mundin ... Smith
- Eddie Quillan ... Ellison
- Dudley Digges ... Bacchus
- Donald Crisp ... Burkitt
- Henry Stephenson ... Sir Joseph Banks
- Francis Lister ... Captain Nelson
- Spring Byington ... Mrs. Byam
- Movita Castaneda ... Tehani (ca Movita)
- Mamo Clark ... Maimiti (ca Mamo)
- Byron Russell ... Quintal
- Percy Waram ... Coleman
- David Torrence ... Lord Hood
- John Harrington ... Mr. Purcell
- Douglas Walton ... Stewart
- Ian Wolfe ... Maggs
- DeWitt Jennings ... Fryer
- Ivan F. Simpson ... Morgan (as Ivan Simpson)
- Vernon Downing ... Hayward
- Bill Bambridge ... Hitihiti (ca William Bambridge)
- Marion Clayton Anderson ... Mary Ellison (ca Marion Clayton)
- Stanley Fields ... Muspratt
- Wallis Clark ... Morrison
- Crauford Kent ... Lieutenant Edwards (ca Craufurd Kent)
- Pat Flaherty ... Churchill
- Alec Craig ... McCoy
- Charles Irwin ... Thompson
- Dick Winslow ... Tinkler
- Sam Wallace Driscoll ... Byrne (nemenționat)
- James Cagney ... Extra (nemenționat)
- David Niven ... Extra (nemenționat)
- Edward "Ted" Reed ... Extra (nemenționat)